# ブーティリシャス
「ブーティリシャス」（Bootylicious）は、デスティニーズ・チャイルドのシングル。3rdアルバム『サヴァイヴァー』(Survivor)（2001年5月）からの2枚目のシングルとして2001年5月に発売され、Billboard Hot 100でチャート1位（グループとして1位を獲得したシングルの4枚目）、UKチャートでも2位を獲得する大ヒットとなった。
「ブーティリシャス」は、スティーヴィー・ニックスのヒット・シングル「エッジ・オブ・セブンティーン」（1981年のアルバム『麗しのベラ・ドンナ』("Bella Donna")に収録）の特徴的なギターリフが、イントロから曲全体にわたってサンプリングされており、アルバムの中でも先鋭的な楽曲として注目された。
曲の制作に関わったメイン・ボーカルのビヨンセは、日本に向かう飛行機の中で聴いた「エッジ・オブ・セブンティーン」のギターリフから、セクシーで肉感的な女性のイメージが湧き、女性の曲線美を讃える歌を書きたくなったと2009年のコンサート「アイ・アム…ユアーズ」("I Am... Yours")で語っている。曲調については、「ジャズっぽい曲ね。そう、オールドスクールっぽいサウンドでとっても新鮮でしょう。こういうサウンドは今どこにもないわよ。ジャズ・スキャットもやっているんだけど、これも新しい試みね。マイケル・ジャクソンっぽいパートもある。いろんな要素が入った曲よ。とっても楽しいパーティー・ソングね」とアルバム発売時に紹介している。
「ブーティリシャス（"Bootylicious"）」という言葉は、"booty"（お尻）と "delicious"（美味しい）が合わさったスラングで、「美味しそうな、そそるような、むっちりしたお尻」「セクシーで魅惑的なお尻」といった意味を持つ。この言葉を最初に楽曲の中で使ったのはラッパーのスヌープ・ドッグで、「ファック・ウイズ・ドレー・デイ（アンド・エヴリバディズ・セレブレイティン）」("Fuck wit Dre Day (And Everybody's Celebratin') ")」（1992年のアルバム『ザ・クロニック』("The Chronic")に収録）の中で歌われているが、デスティニーズ・チャイルドの「ブーティリシャス」のヒットにより、作詞をしたビヨンセを象徴する言葉として認知度が広がり、辞書にも載るようになった。
ビヨンセは、お尻が大きく、当時少し太ってしまった自分の体型のコンプレックス（業界内の価値観では細身が好まれているため）を逆手にとりながら、「おしりの大きいのはいいことだって言葉（"Bootylicious"）の響きがおもしろい」と思って歌詞を書いたと動機を語っている。

## ミュージック・ビデオ
マシュー・ローストン監督のミュージック・ビデオのDVDは、デスティニーズ・チャイルドのベストアルバム『ナンバーワンズ』に収録されているが、ビヨンセが、「マイケル・ジャクソンっぽいパートもある」と言うように、MVの中では、マイケル・ジャクソンがテレビの特別番組「モータウン25：イエスタデイ、トゥデイ、フォーエバー」(" Motown 25: Yesterday, Today, Forever"」で披露した「ビリー・ジーン」のダンス・パフォーマンス（斜に構えて被っていた帽子を投げる振付）や、マイケルの「スリラー」、「今夜はビート・イット」、「バッド」のMVのダンスの振付の数々や、マイケルがライブで見せた「ゼイ・ドント・ケア・アバウト・アス」のダンスの一部が散見される。
MVの冒頭部では、スティーヴィー・ニックス本人が、サンプリングされた「エッジ・オブ・セブンティーン」のギターリフを演奏しながらカメオ出演している。また、MVには、かなり肥った女性や、個性的な男性などが登場したりしているが、「ブーティリシャス」の歌詞を書いたビヨンセは、「女性にも男性にも、自分の欠点を受け入れて自分の身体を愛しなさいってメッセージを届けるようにしてるわ、要するに、自分の外見にこだわりすぎるべきじゃないと思うの。若い子たちにも『自分の個性を大切にすれば、自然と美しさが外に出てくるものよ』って話してるわ」と語っている。

## 公式リミックス
- ブーティリシャス（ロックワイルダー・リミックス） - Bootylicious (Rockwilder Remix) 
  - リミックスは、ヒップホップ・プロデューサーで、ラッパーのロックワイルダー（英語版）によるもので、ロックワイルダーと、ビヨンセ、ミッシー・エリオットによって制作された。ミュージック・ビデオも、オリジナルの「ブーティリシャス」とは別に、ヒップホップ色を全面に出したリミックス版として作られた[2]。ミッシー・エリオットをフィーチャリングしたこのリミックス版は、ビヨンセ主演の2001年のミュージカル映画『カルメン：ア・ヒップ・ホペラ』( Carmen: A Hip Hopera)のサントラにも使用され、リミックス・アルバム『ディス・イズ・ザ・リミックス』(This is the remix)に収録されている[2]。MVの方は、2013年発売のDVD『ヴィデオ・アンソロジー』(Destiny's Child Video Anthology) に収録されている。

- ブーティリシャス（リチャード・ヴィッションズ・V-クエスト） - Bootylicious (Richard Vission's V-Quest)
- ブーティリシャス（リチャード・ヴィッションズ・DJ ダブ） -Bootylicious (Richard Vission's DJ Dub)
  - マキシ・シングルに収録されているヴァージョンで、リチャード・ヴィッション（英語版）によるリミックス。
- ブーティリシャス（ビッグ・ボーイズ・リミックス） - Bootylicious (Big Boyz Remix)
  - マキシ・シングルに収録されているヴァージョン。

- ブーティリシャス（エド・ケース・リミックス） - Bootylicious (ED Case Remix)
  - ヨーロッパのエンハンス・シングル版に収録されているヴァージョンで、ロンドンのミドル・ロー・スタジオ(middle row studios)のエド・ケースによるリミックス[2]。リミックス・アルバム『ディス・イズ・ザ・リミックス』(This is the remix)に、日本のみのボーナストラックで収録されている[2]。

- ブーティリシャス（M&J’s ジェリー・リミックス） - Bootylicious (M&J's Jelly Remix)
  - ヨーロッパのエンハンス・シングル版に収録されているヴァージョン。

## 参考資料
- サヴァイヴァー (ライナーノーツ). デスティニーズ・チャイルド. ソニー・ミュージックエンタテインメント. 2001. SRCS 2424。
- ディス・イズ・ザ・リミックス (ライナーノーツ). デスティニーズ・チャイルド. ソニー・ミュージックエンタテインメント. 2002. SICP 115。
- #1's (ライナーノーツ). デスティニーズ・チャイルド. ソニーBMGミュージックエンタテインメント. 2005. SRCP 930-1。
- ブランドン ハースト 著、川田志津 訳『ビヨンセ』マーブルトロン、2010年10月。ISBN 978-4123902755。
- 『ビヨンセ　アイ・アム…ユアーズ』（ブックレット）ソニー・ミュージックエンタテインメント、ラスベガス、2009年（原著2009年）。SICP 2541-3。